# Pnorisa angulata
Pnorisa angulata är en insektsart som beskrevs av Heinrich Hugo Karny 1910. Pnorisa angulata ingår i släktet Pnorisa och familjen gräshoppor. Inga underarter finns listade i Catalogue of Life.